# Tête Noire (massif du Mont-Blanc)
Pour les articles homonymes, voir Tête Noire.
La tête Noire est une montagne de France située en Haute-Savoie, dans le massif du Mont-Blanc.

## Géographie
La tête Noire est située dans le nord-ouest du massif du Mont-Blanc, à l'extrémité septentrionale de la crête descendant de l'aiguille du Goûter et passant par le mont Lachat, le col de Voza, le Prarion et le col de la Forclaz-du-Prarion. Le sommet culminant à 1 746 mètres d'altitude est entouré à l'ouest par la vallée de l'Arve au-dessus de Saint-Gervais-les-Bains et de Passy, au nord par les gorges de l'Arve et Servoz et au sud-est par la vallée de Chamonix au-dessus des Houches. Ses flancs et son sommet sont essentiellement boisés, la tête Noire étant restée à l'écart des grands aménagements, notamment touristiques, qui se sont implantés sur les montagnes voisines. Bien que son sommet ne soit pas directement accessible à pied, ses flancs sont parcourus par plusieurs sentiers de randonnée dont le GRP Tour du Pays du Mont-Blanc.
La montagne constitue un obstacle naturel aux communications entre les vallées de l'Arve et de Chamonix ; différentes routes et autres voies d'accès ont été aménagées au fil des siècles. Ainsi, après une première route tracée en rive droite de l'Arve, une seconde est aménagée sur les flancs ouest, nord et est de la montagne sous le Second Empire par élargissement d'un chemin muletier. Cette route sera doublée à la fin des années 1970 par le viaduc des Égratz qui longe le flanc ouest de la montagne. Au tournant du XXe siècle est construite la ligne de Saint-Gervais-les-Bains-Le Fayet à Vallorcine (frontière) qui franchit les gorges de l'Arve en s'appuyant sur l'extrémité nord de la montagne. La montagne est en outre traversée de part en part par une conduite forcée venant de la vallée de Chamonix à l'est et alimentant la centrale électrique de Passy située à ses pieds à l'ouest.

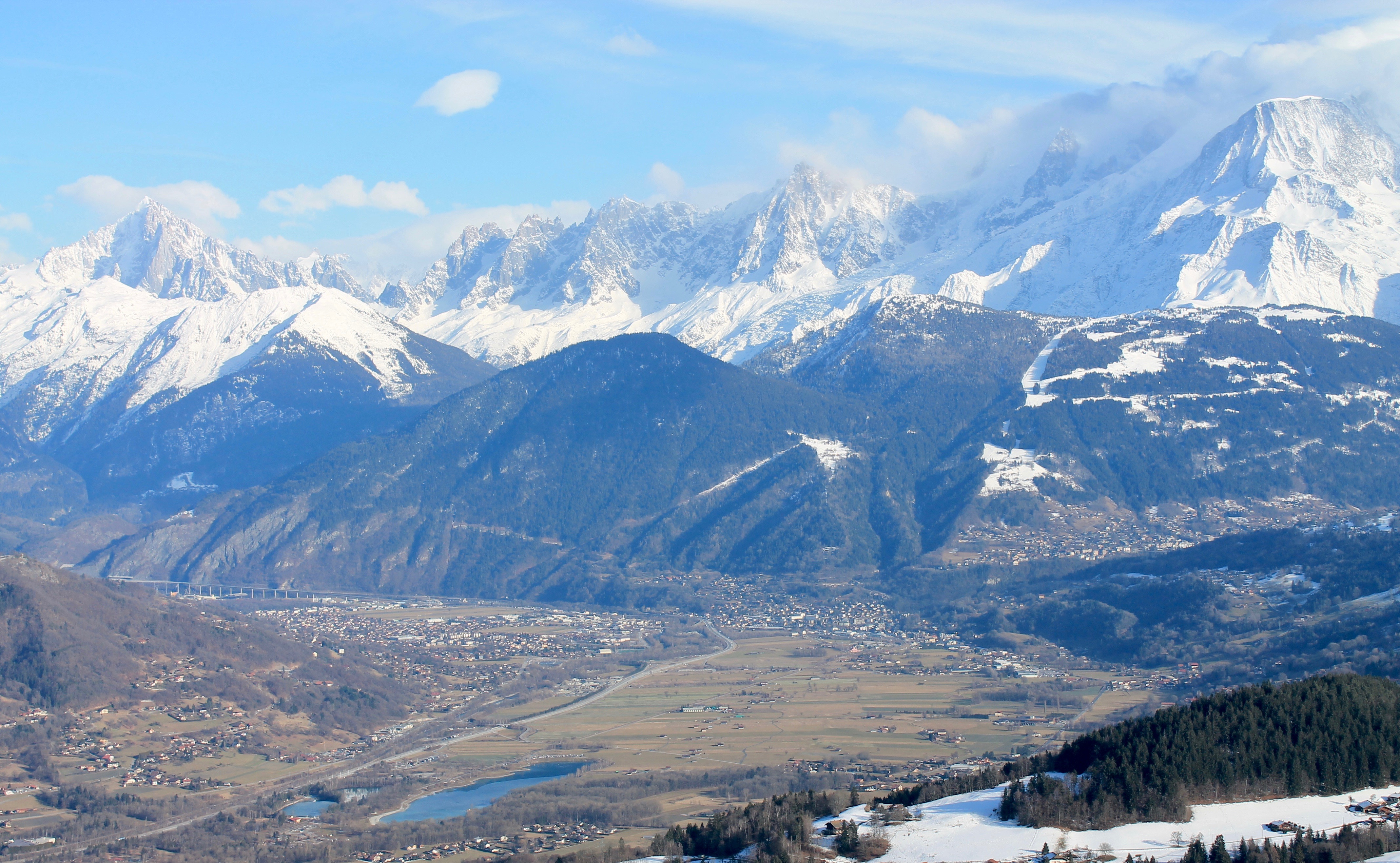
Vue depuis Cordon à l'ouest du massif du Mont-Blanc dominant l'extrémité de la vallée de l'Arve avec la tête Noire dans le centre gauche.